# Amalomastax maculata
Amalomastax maculata är en insektsart som beskrevs av Marius Descamps 1971. Amalomastax maculata ingår i släktet Amalomastax och familjen Euschmidtiidae. Inga underarter finns listade i Catalogue of Life.